# Plas Newydd (Anglesey)
Plas Newydd je podeželski dvorec, postavljen v vrtove, park, obdaja ga gozd ter leži na severnem bregu Menajske ožine v Llanddanielu Fabu v bližini Llanfairpwllgwyngyllgogerychwyrndrobwllllantysiliogogogocha na otoku Anglesey v Walesu. Sedanja stavba  izvira iz leta 1470 in se je razvijala v stoletjih, da bi postala eno glavnih prebivališč družine Anglesey. Zaporedoma je bila v lasti družin Griffith, Bayly in Paget  ter postala sedež markiza Anglesey in jedro velikega kmetijskega posestva. Hiša in posestvo s pogledom na ožino in  Snowdonijo, sta odprta za javnost, odkar je od leta 1976 v lasti državnega sklada.

## Zgodovina
Od prvih znanih stalnih prebivalcev leta 1470 je Plas Newydd z dedovanjem in zakonskimi zvezami v 500 letih pridobil ogromno bogastva, naslovov in posestev vse do 7. markiza Angleseyja, ki ga je predal državnemu skladu. Hiša in posestvo sta odprta za javnost.

### Izvor
Hiša je bila prvič naseljena v 13. stoletju in je bila znana kot Llwyn-y-Moel. Leta 1470 je pripadala družini Griffith, ki je imela v lasti tudi grad Penrhyn blizu Bangorja.  Gwilym ap Griffith je pridobil precejšnje premoženje na Angleseyju s poroko z Morfydd, hčerjo Goronwyja ap Tudurja iz Penmynydda. Robert Griffith je zgradil prve dele sedanje hiše v začetku 16. stoletja in ustvaril dvoransko hišo.  

### Družini Bagenal in Bayly
Leta 1533 se je Ellen Griffith poročila z Nicholasom Bagenalom in prinesla v zakon posest, še vedno znano kot Llwyn-y-Moel. Njuna vnukinja Ann se je poročila z Lewisom Baylyjem, škofom v Bangorju. Lewis Bayly je izdelal prve večje dodatke k hiši in je bil prvi, ki je dvorec imenoval Plas Newydd (valižansko za New Hall). Baylyji so živeli v Plas Newydd. Imeli so še druga posestva, zlasti na Irskem. Lewisov vnuk Edward Bayly je leta 1730 postal irski baronet. Postal je  tudi baronet Plas Newydd v okrožju Anglesey in gore Bagenall v okrožju Down.  Lewisov pravnuk, sir Nicholas Bayly, 2. baronet, se je poročil s Caroline Paget leta 1737 in je leta 1761 postal lord namestnik (Lieutenant) Angleseyjya. Naslov bi lahko njegova družina obdržala naslednjih 100 let. Njun sin Henry naj bi bil upravičenec do precejšnje dediščine po obeh straneh družine.

### Od Baylyjev do Pagetov
Henry Bayly se je rodil leta 1744. Po materi mu je leta 1769 uspelo dobiti naslov baron Paget in posesti po smrti Henryja Pageta, 8. barona Paget in grofa Uxbridgea, daljnega bratranca po materini strani. Kot 9. baron Paget je Henry Bayly dobil posestva Beaudesert v Staffordshiru in spremenil svoj priimek v Paget (v primerjavi z baronom grof ne more podedovati po ženski strani, tako da je grof Uxbridge izumrl). Leta 1782 mu je umrl oče in  svojim naslovom je dodal naslov 3. baronet, pripadel mu je tudi Plas Newydd.  Prav tako je prevzel naslov lord namestnik Angleseyja. Leta 1784 je postal grof Uxbridge kot drugi v vrsti. V sredini 18. stoletja je bil dvorec Plas Newydd razširjen z osmerokotnim stolpom na jugovzhodnem vogalu. Pod Henryjevim vodstvom so bili izdelani precejšnji dodatki, obnovljeno je bilo celotno posestvo, zlasti po imenovanju arhitektov Jamesa Wyatta in Josepha Potterja.

### Od Uxbridgeov do markizov Anglesey
Plas Newydd sam se je zelo spremenil v 18. stoletju pod vodstvom arhitekta Jamesa Wyatta, ki je preoblikoval fasado, umestil stolpe v sprednjo konstrukcijo in v glavnem zgradil stavbo, ki stoji še danes. Prav tako so zgradili velik kompleks v gotskem slogu, ki je zdaj del centra Conwaya, zgrajena so bila različna domovanja in poti. Leta 1812 je Henry umrl in posest je prešla na njegovega sina Henryja Williama Pageta, ki je postal 2. grof Uxbridge. Henry William se je leta 1790 pridružil polku prostovoljcev in bil v vojski do leta 1795 v številnih vlogah in sodeloval pri različnih akcijah po vsej Evropi. Leta 1802 je postal generalmajor in leta 1815 je bil  imenovan za poveljnika konjenice. Vodil je spektakularen boj britanske težke konjenice v bitki pri Waterlooju. Kot priznanje za svoje junaštvo je dobil naslov prvi markiz Angleseyja, čeprav je izgubil nogo zaradi enega zadnjih topovskih strelov.  Naslednje leto je bil v njegovo čast postavljen 27 metrov visok steber na severu dvorca Plas Newydd. 
Ob koncu 19. stoletja je 5. markiz kapelo spremenil v gledališče. Igrali so redno in markiz je pogosto prevzel vodilne vloge. Po 6. markizu podedovano posestvo je bilo vse pohištvo prodano za pomoč zaradi insolvence družine po 5. markizu, ki je bil zelo zapravljiv. Družina je prodala tudi svoj glavni dom na Beaudesertu in londonsko hišo ter se trajno preselila v Plas Newydd.  6. markiz je naredil končne velike spremembe v hiši z odstranitvijo cin s strehe, odstranil gledališče, združil tri sobe uslužbencev, da bi uredil jedilnico in pokril dvorišče, da je zagotovil streho za uslužbence. Leta 1930 je bil umetnik Rex Whistler redni obiskovalec Plasa Newydda. Naslikal je številne portrete lady Caroline Paget in 1936–38 naslikal največje platno v Veliki Britaniji. To je iluzionistična slika marine, ki zapolnjuje celotno steno jedilnice s sceno italijanske cerkve, gradov, hribovja Snowdonije in popolnim pristaniškim zidom s triki perspektive, ki prikazane prizore spremenijo, če jih gledamo z različnih delov prostora. 
Hiša je postala last državnega sklada leta 1976.  Zdaj sta v njej čajnica in knjigarna rabljenih knjig. Zgodovinska križarjenja vzdolž Menajske ožine so se začenjala v njej. Razstavljena je tudi prva markizova umetna noga.

## HMS Conway
Leta 1949 je bila vadbena ladja HMS Conway privezana v Menajski ožini blizu Plasa Newydda na majhnem pomolu. Leta 1953 je nasedla. Šola je bila zgrajena v začasnih objektih blizu sprejemnega centra. Prostori so bili uporabljeni za poučevanje in stanovanja visokih kadetov. Mlajši kadeti so bili nastanjeni v vzhodnem krilu hiše. Stavba nekdanjih hlevov je bila uporabljena za nastanitev učiteljev, učilnice in laboratorij. Tak dogovor se je nadaljeval do leta 1964, ko se je celotna šola preselila v novo namensko zgrajeno stavbo na posestvu. Šola je bila zaprta leta 1974, objekte in posest je pozneje dobil svet grofije Cheshire. Preimenovala se je v  center Conway  in ga zdaj upravlja samostojna organizacija Quality Learning Partners  s pomočjo zahodnega Cheshira in sveta Chestra. Je avanturistični center. 

## Zanimivosti
V hiši je največja slika Rexa Whistlerja, ki meri 17,7 × 3,7 m.
7. markiz Anglesey je zadržal sobe v hiši vse do svoje smrti julija 2013.  Lady Rose McLaren je odraščala v hiši skupaj s 7. markizom – njen brat, 8. markiz ne živi v hiši.
Ob hiši je tudi vojaški muzej, ki hrani ostanke vojskovanja, ki so pripadali 1. markizu Angleseyja, z bitke pri Waterlooju in Angleseyjevo umetno nogo.

## Park in vrtovi
Hiša je postavljena v izjemen park, urejen na prehodu iz 18. v 19. stoletje. S svojim obsežnim obvodnim delom, izjemno lego s pogledom na Menajsko ožino in Snowdonijo je edino mesto Angleseyja stopnje I na seznamu Cadw/ ICOMOS parkov in vrtov posebnega zgodovinskega pomena v Walesu. V Angleseyju je območje izredne naravne lepote in je na okoljsko občutljivem območju. 

## Spomeniki
Prazgodovinska spomenika nista neposredno dostopna javnosti, čeprav ju je mogoče videti. Vpisana sta v prvi zakon o antičnih spomenikih iz leta 1882. Skupaj s še dvema drugima valižanskima spomenikoma sta bila med prvimi s pravnim varstvom.
Grobna gomila Plas Newydd sta dva stoječa kamna komore neolitske grobnice v obliki kromleha. Stojita na zasebnem travniku pred hišo. 
Grobna gomila Bryn-yr-Hen-Bobl (Hill of the old people, Hrib starih ljudi) je velika gomila s kamnito komoro, južno od parka. Leta 1754 so našli kosti. Med letoma 1929 in 1935 je izkopaval W. J. Hemp in našel neolitsko lončenino, ki je ležala pod gomilo in pred njo, kar kaže na obstoj naselja že pred njegovo uporabo kot grobišče. Komora ni dostopna javnosti. Vidna je z južnega roba "Garden Wood". 

## Zgradbe na posestvu Plas Newydd
Poleg glavne hiše je imel Plas Newydd veliko posest, ki zajema 3848 hektarjev skupaj z zunanjimi posestvi. Glavna zemljišča se raztezajo od Grand Lodgea na severu do Llanedwena na jugu, kjer je 20 zgradb in objektov, ki so na seznamu stopnje II.